# Agneta Asplund
Agneta Christina Asplund-Haverstal, född 15 november 1955 i Arvika stadsförsamling, död 21 april 2005, var en svensk tävlingscyklist och triathlet.
Hon började sin cykelkarriär i början av 1970-talet i Arvika Cykelklubb och vann Junior-SM det första året som cyklist. Hon vann det Nordiska mästerskapet 1975 under sitt första år som elitcyklist och hon vann även NM-guld 1977. Hon var i många år med i det svenska landslaget med en niondeplats i VM 1976 som det internationellt bästa resultatet. Hon vann SM-guld i lagtempo med CK Stella 1980 och 1981. Efter sina studier bosatte och gifte hon sig i Borås, dit hon flyttade 1980, samt bytte idrottsgren till triathlon. Hon vann SM i triathlon på kortdistans 1987. Asplund-Haverstal avled 2005 i en skidolycka.